# Llista d'asteroides/204601-204700
| Nom      | Designació provisional | Data de descobriment   | Lloc de descobriment | Descobridor/s       |
| -------- | ---------------------- | ---------------------- | -------------------- | ------------------- |
| 204601 - | 2005 GJ179             | 13 d'abril de 2005     | Catalina             | CSS                 |
| 204602 - | 2005 GC205             | 11 d'abril de 2005     | Kitt Peak            | M. W. Buie          |
| 204603 - | 2005 JW3               | 2 de maig de 2005      | Kitt Peak            | Spacewatch          |
| 204604 - | 2005 JZ4               | 4 de maig de 2005      | Kitt Peak            | Spacewatch          |
| 204605 - | 2005 JG14              | 1 de maig de 2005      | Palomar              | NEAT                |
| 204606 - | 2005 JB19              | 4 de maig de 2005      | Mount Lemmon         | Mount Lemmon Survey |
| 204607 - | 2005 JA29              | 3 de maig de 2005      | Kitt Peak            | Spacewatch          |
| 204608 - | 2005 JB43              | 8 de maig de 2005      | Mount Lemmon         | Mount Lemmon Survey |
| 204609 - | 2005 JO46              | 3 de maig de 2005      | Kitt Peak            | Spacewatch          |
| 204610 - | 2005 JQ73              | 8 de maig de 2005      | Kitt Peak            | Spacewatch          |
| 204611 - | 2005 JN109             | 11 de maig de 2005     | Cordell-Lorenz       | D. T. Durig         |
| 204612 - | 2005 JE124             | 11 de maig de 2005     | Anderson Mesa        | LONEOS              |
| 204613 - | 2005 JU137             | 13 de maig de 2005     | Mount Lemmon         | Mount Lemmon Survey |
| 204614 - | 2005 JC146             | 13 de maig de 2005     | Mount Lemmon         | Mount Lemmon Survey |
| 204615 - | 2005 JM156             | 4 de maig de 2005      | Mount Lemmon         | Mount Lemmon Survey |
| 204616 - | 2005 KB12              | 31 de maig de 2005     | Catalina             | CSS                 |
| 204617 - | 2005 LB5               | 1 de juny de 2005      | Kitt Peak            | Spacewatch          |
| 204618 - | 2005 LL10              | 3 de juny de 2005      | Kitt Peak            | Spacewatch          |
| 204619 - | 2005 LB37              | 13 de juny de 2005     | Bergisch Gladbach    | W. Bickel           |
| 204620 - | 2005 LD38              | 11 de juny de 2005     | Kitt Peak            | Spacewatch          |
| 204621 - | 2005 LU49              | 11 de juny de 2005     | Catalina             | CSS                 |
| 204622 - | 2005 MD8               | 27 de juny de 2005     | Kitt Peak            | Spacewatch          |
| 204623 - | 2005 ML23              | 24 de juny de 2005     | Palomar              | NEAT                |
| 204624 - | 2005 PF21              | 1 d'agost de 2005      | Siding Spring        | SSS                 |
| 204625 - | 2005 RH34              | 15 de setembre de 2005 | Catalina             | CSS                 |
| 204626 - | 2005 SF10              | 26 de setembre de 2005 | Socorro              | LINEAR              |
| 204627 - | 2005 WK54              | 21 de novembre de 2005 | Kitt Peak            | Spacewatch          |
| 204628 - | 2005 WK102             | 29 de novembre de 2005 | Mount Lemmon         | Mount Lemmon Survey |
| 204629 - | 2005 XF38              | 4 de desembre de 2005  | Kitt Peak            | Spacewatch          |
| 204630 - | 2005 XW57              | 1 de desembre de 2005  | Kitt Peak            | Spacewatch          |
| 204631 - | 2005 XH64              | 6 de desembre de 2005  | Kitt Peak            | Spacewatch          |
| 204632 - | 2005 XY114             | 1 de desembre de 2005  | Kitt Peak            | M. W. Buie          |
| 204633 - | 2005 YD65              | 25 de desembre de 2005 | Kitt Peak            | Spacewatch          |
| 204634 - | 2005 YB73              | 24 de desembre de 2005 | Kitt Peak            | Spacewatch          |
| 204635 - | 2005 YC131             | 25 de desembre de 2005 | Mount Lemmon         | Mount Lemmon Survey |
| 204636 - | 2005 YW201             | 24 de desembre de 2005 | Kitt Peak            | Spacewatch          |
| 204637 - | 2005 YG208             | 29 de desembre de 2005 | Catalina             | CSS                 |
| 204638 - | 2006 AV4               | 2 de gener de 2006     | Catalina             | CSS                 |
| 204639 - | 2006 AD17              | 5 de gener de 2006     | Kitt Peak            | Spacewatch          |
| 204640 - | 2006 AS20              | 5 de gener de 2006     | Catalina             | CSS                 |
| 204641 - | 2006 AX86              | 9 de gener de 2006     | Mount Lemmon         | Mount Lemmon Survey |
| 204642 - | 2006 AA94              | 8 de gener de 2006     | Kitt Peak            | Spacewatch          |
| 204643 - | 2006 BZ18              | 22 de gener de 2006    | Anderson Mesa        | LONEOS              |
| 204644 - | 2006 BK32              | 20 de gener de 2006    | Kitt Peak            | Spacewatch          |
| 204645 - | 2006 BE38              | 23 de gener de 2006    | Kitt Peak            | Spacewatch          |
| 204646 - | 2006 BK54              | 25 de gener de 2006    | Kitt Peak            | Spacewatch          |
| 204647 - | 2006 BY57              | 23 de gener de 2006    | Mount Lemmon         | Mount Lemmon Survey |
| 204648 - | 2006 BB65              | 22 de gener de 2006    | Mount Lemmon         | Mount Lemmon Survey |
| 204649 - | 2006 BT79              | 23 de gener de 2006    | Kitt Peak            | Spacewatch          |
| 204650 - | 2006 BN99              | 29 de gener de 2006    | Jarnac               | Jarnac              |
| 204651 - | 2006 BW123             | 26 de gener de 2006    | Kitt Peak            | Spacewatch          |
| 204652 - | 2006 BO125             | 26 de gener de 2006    | Kitt Peak            | Spacewatch          |
| 204653 - | 2006 BF158             | 25 de gener de 2006    | Kitt Peak            | Spacewatch          |
| 204654 - | 2006 BJ161             | 26 de gener de 2006    | Kitt Peak            | Spacewatch          |
| 204655 - | 2006 BJ193             | 30 de gener de 2006    | Kitt Peak            | Spacewatch          |
| 204656 - | 2006 BU248             | 31 de gener de 2006    | Kitt Peak            | Spacewatch          |
| 204657 - | 2006 BO262             | 31 de gener de 2006    | Kitt Peak            | Spacewatch          |
| 204658 - | 2006 BK265             | 31 de gener de 2006    | Kitt Peak            | Spacewatch          |
| 204659 - | 2006 CB18              | 1 de febrer de 2006    | Kitt Peak            | Spacewatch          |
| 204660 - | 2006 CV18              | 1 de febrer de 2006    | Kitt Peak            | Spacewatch          |
| 204661 - | 2006 CU21              | 1 de febrer de 2006    | Kitt Peak            | Spacewatch          |
| 204662 - | 2006 CA22              | 1 de febrer de 2006    | Kitt Peak            | Spacewatch          |
| 204663 - | 2006 CM62              | 11 de febrer de 2006   | Anderson Mesa        | LONEOS              |
| 204664 - | 2006 DA4               | 20 de febrer de 2006   | Catalina             | CSS                 |
| 204665 - | 2006 DB4               | 20 de febrer de 2006   | Catalina             | CSS                 |
| 204666 - | 2006 DB6               | 20 de febrer de 2006   | Catalina             | CSS                 |
| 204667 - | 2006 DP9               | 21 de febrer de 2006   | Catalina             | CSS                 |
| 204668 - | 2006 DP15              | 20 de febrer de 2006   | Kitt Peak            | Spacewatch          |
| 204669 - | 2006 DP20              | 20 de febrer de 2006   | Catalina             | CSS                 |
| 204670 - | 2006 DC24              | 20 de febrer de 2006   | Kitt Peak            | Spacewatch          |
| 204671 - | 2006 DG31              | 20 de febrer de 2006   | Mount Lemmon         | Mount Lemmon Survey |
| 204672 - | 2006 DJ32              | 20 de febrer de 2006   | Mount Lemmon         | Mount Lemmon Survey |
| 204673 - | 2006 DO33              | 20 de febrer de 2006   | Kitt Peak            | Spacewatch          |
| 204674 - | 2006 DQ57              | 24 de febrer de 2006   | Mount Lemmon         | Mount Lemmon Survey |
| 204675 - | 2006 DE72              | 22 de febrer de 2006   | Catalina             | CSS                 |
| 204676 - | 2006 DL76              | 24 de febrer de 2006   | Kitt Peak            | Spacewatch          |
| 204677 - | 2006 DQ76              | 24 de febrer de 2006   | Kitt Peak            | Spacewatch          |
| 204678 - | 2006 DH81              | 24 de febrer de 2006   | Kitt Peak            | Spacewatch          |
| 204679 - | 2006 DU84              | 24 de febrer de 2006   | Kitt Peak            | Spacewatch          |
| 204680 - | 2006 DF96              | 24 de febrer de 2006   | Kitt Peak            | Spacewatch          |
| 204681 - | 2006 DQ110             | 25 de febrer de 2006   | Kitt Peak            | Spacewatch          |
| 204682 - | 2006 DF115             | 27 de febrer de 2006   | Kitt Peak            | Spacewatch          |
| 204683 - | 2006 DJ152             | 25 de febrer de 2006   | Kitt Peak            | Spacewatch          |
| 204684 - | 2006 DF164             | 27 de febrer de 2006   | Mount Lemmon         | Mount Lemmon Survey |
| 204685 - | 2006 DF166             | 27 de febrer de 2006   | Kitt Peak            | Spacewatch          |
| 204686 - | 2006 DT183             | 27 de febrer de 2006   | Kitt Peak            | Spacewatch          |
| 204687 - | 2006 DD190             | 27 de febrer de 2006   | Kitt Peak            | Spacewatch          |
| 204688 - | 2006 DM199             | 23 de febrer de 2006   | Anderson Mesa        | LONEOS              |
| 204689 - | 2006 DO206             | 25 de febrer de 2006   | Kitt Peak            | Spacewatch          |
| 204690 - | 2006 DC210             | 20 de febrer de 2006   | Kitt Peak            | Spacewatch          |
| 204691 - | 2006 DC215             | 27 de febrer de 2006   | Mount Lemmon         | Mount Lemmon Survey |
| 204692 - | 2006 ET                | 4 de març de 2006      | Goodricke-Pigott     | R. A. Tucker        |
| 204693 - | 2006 EM1               | 2 de març de 2006      | Nyukasa              | Nyukasa             |
| 204694 - | 2006 EL2               | 3 de març de 2006      | Nyukasa              | Nyukasa             |
| 204695 - | 2006 ER7               | 2 de març de 2006      | Kitt Peak            | Spacewatch          |
| 204696 - | 2006 EW11              | 2 de març de 2006      | Kitt Peak            | Spacewatch          |
| 204697 - | 2006 EX16              | 2 de març de 2006      | Mount Lemmon         | Mount Lemmon Survey |
| 204698 - | 2006 EB18              | 2 de març de 2006      | Mount Lemmon         | Mount Lemmon Survey |
| 204699 - | 2006 EO45              | 3 de març de 2006      | Nyukasa              | Nyukasa             |
| 204700 - | 2006 EB55              | 5 de març de 2006      | Kitt Peak            | Spacewatch          |